# メルカート・サン・セヴェリーノ
メルカート・サン・セヴェリーノ（伊: Mercato San Severino）は、イタリア共和国カンパニア州サレルノ県にある、人口約22,000人の基礎自治体（コムーネ）。

## 地理

### 位置・広がり

#### 隣接コムーネ
隣接するコムーネは以下の通り。括弧内のAVはアヴェッリーノ県所属を示す。
- バロニッシ
- ブラチリアーノ
- カステル・サン・ジョルジョ
- カーヴァ・デ・ティッレーニ
- フィシャーノ
- モントーロ (AV)
- ロッカピエモンテ
- シアーノ

## 行政

### 分離集落
メルカート・サン・セヴェリーノには、以下の分離集落（フラツィオーネ）がある。
- Acigliano, Acquarola, Capocasale, Carifi, Ciorani, Corticelle, Costa, Curteri,, Galdo di Carifi, Lombardi, Monticelli di Sopra, Monticelli di Sotto, Oscato, Ospizio, Pandola, Piazza del Galdo, Priscoli, Sant'Angelo in Macerata[19], Sant'Eustachio, San Vincenzo, Spiano, Torello, Valle-Marigliano.